# Rejon kocmański
Rejon kocmański – jednostka administracyjna w składzie obwodu czerniowieckiego Ukrainy.
Utworzony w 1940. Ma powierzchnię 610 km² i liczy około 71 tysięcy mieszkańców. Siedzibą władz rejonu jest Kocmań.
Na terenie rejonu znajduje się 1 miejska rada, 2 osiedlowe rady i 26 rad wiejskich, obejmujących w sumie 43 miejscowości.

## Spis miejscowości
- (Берегомет)
- (Біла)
- (Борівці)
- (Брусенки)
- (Брусниця)
- (Бурдей)
- Czortoryja[1] (Чортория)
- (Давидівці)
- (Діброва)
- (Драчинці)
- (Дубівці)
- (Гаврилівці)
- (Глиниця)
- (Хлівище)
- Iwankiwci (Іванківці)
- (Южинець
- (Кальнівці)
- Kyseliw[2] (Киселів)
- (Кліводин)
- (Клокічка)
- (Коростувата)
- Kocmań (Кіцмань)
- (Лашківка)
- Łużany (Лужани)
- (Малятинці)
- Mamajiwci[3] (Мамаївці)
- Niepołokowce (Неполоківці)
- (Нижні Станівці)
- (Новий Киселів)
- (Нові Драчинці)
- (Оршівці)
- (Остра)
- Oszychliby (Ошихліби)
- (П'ядиківці)
- (Реваківці)
- (Ревне)
- (Ставчани)
- (Стрілецький Кут)
- (Суховерхів)
- Szyszkiwci (Шишківці)
- (Шипинці)
- (Валява)
- (Верхні Станівці)
- (Виноград)
- (Витилівка)
- (Зеленів)